# Кенія на зимових Олімпійських іграх 2018
Кенія на зимових Олімпійських іграх 2018, що проходили з 9 по 25 лютого 2018 у Пхьончхані (Південна Корея), була представлена 1 спортсменкою в 1 виді спорту (гірськолижний спорт).
Кенія вчетверте взяла участь у зимових Олімпійських іграх. Жодних медалей країна не здобула.

## Спортсмени
| Вид спорту          | Чоловіки | Жінки | Всього |
| ------------------- | -------- | ----- | ------ |
| Гірськолижний спорт | 0        | 1     | 1      |
| Усього              | 0        | 1     | 1      |

## Гірськолижний спорт
| Спортсмен       | Дисципліна                 | Спуск 1 | Спуск 1 | Спуск 2       | Спуск 2       | Разом         | Разом         |
| Спортсмен       | Дисципліна                 | Час     | Місце   | Час           | Місце         | Час           | Місце         |
| --------------- | -------------------------- | ------- | ------- | ------------- | ------------- | ------------- | ------------- |
| Сабріна Сімадер | гігантський слалом (жінки) | 1:23.27 | 59      | не фінішувала | не фінішувала | не фінішувала | не фінішувала |
| Сабріна Сімадер | супергігант (жінки)        | Н/Д     | Н/Д     | Н/Д           | Н/Д           | 1:26.25       | 38            |